# Daïra de Ziama-Mansouriah
La daïra de Ziama Mansouriah est une daïra d'Algérie située dans la wilaya de Jijel et dont le chef-lieu est la ville éponyme de Ziama Mansouriah.

## Localisation
La daïra est située au sud-ouest de la wilaya de Jijel.

## Communes de la daïra

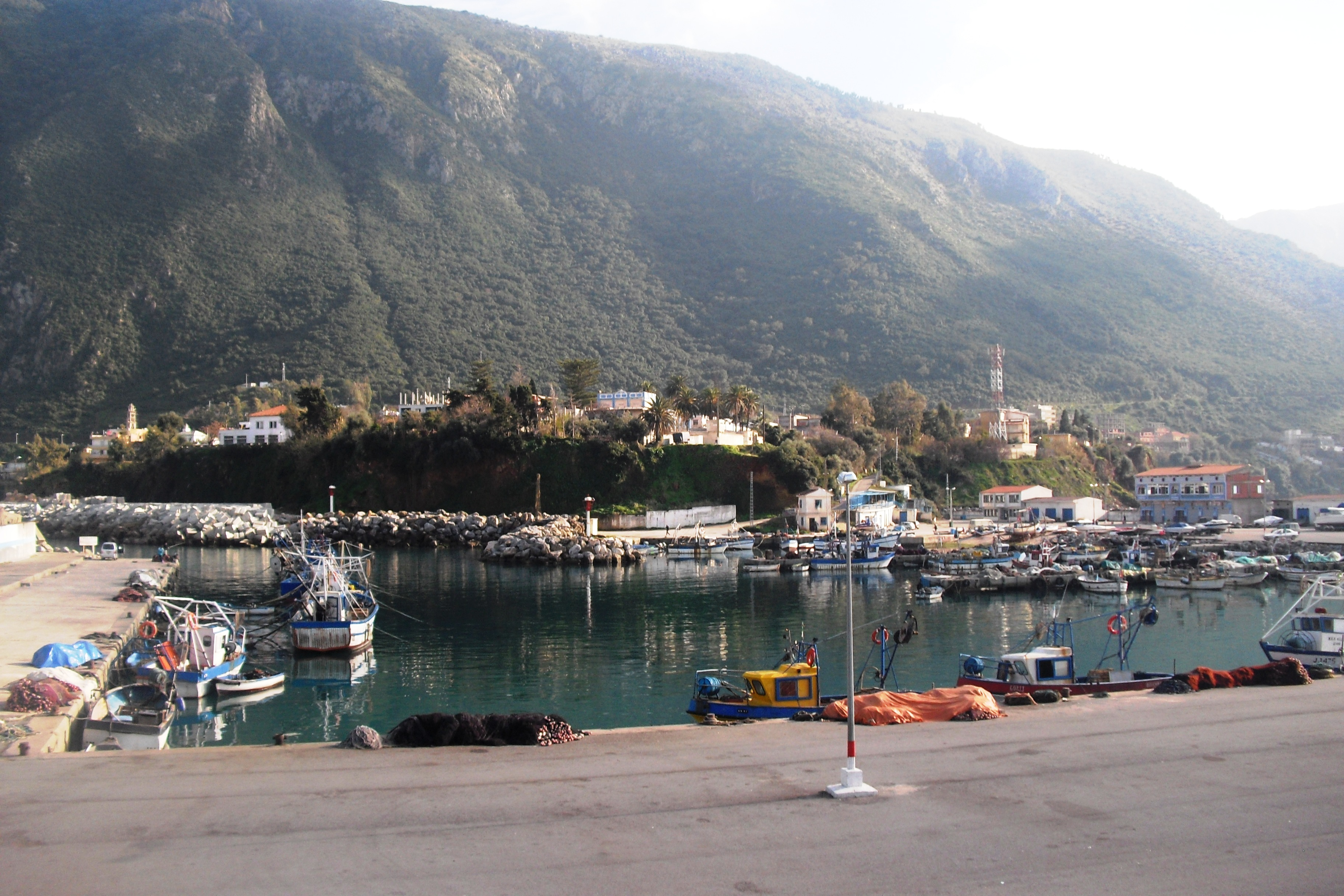
Vue sur le village de Zaira Mansouriah et son port de pêche

La daïra est composée de deux communes : Eraguene et Ziama Mansouriah.